# Pilotell
Pilotell, pseudonimo di Georges Raoul Eugène Pilotelle (Poitiers, 17 febbraio 1845 – Londra, 29 giugno 1918), è stato un disegnatore francese.
Fu una personalità della Comune di Parigi.

## Biografia

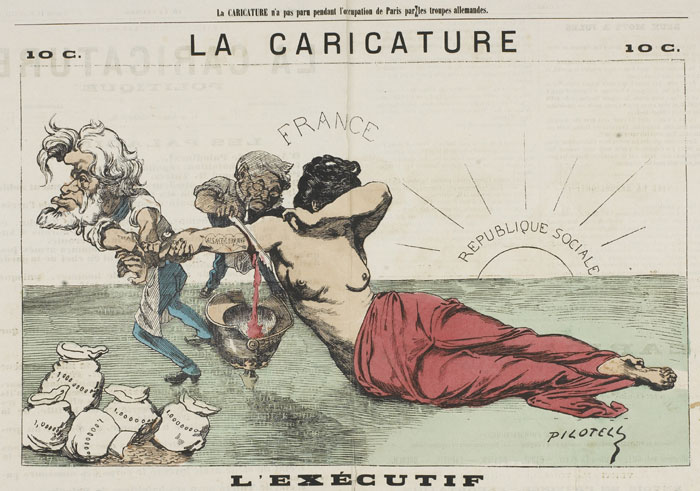
Pilotell: L'Esecutivo

Da Poitiers venne a Parigi per studiare pittura ma preferì ben presto mantenersi collaborando come disegnatore satirico nei giornali dell'opposizione repubblicana al Secondo Impero, come lo Charivari e La Rue di Jules Vallès. L'8 febbraio 1871 fondò La Caricature politique, dove prese di mira i ministri del governo di difesa nazionale che avevano stipulato con la Prussia una pace umiliante, così da provocare diversi sequestri e la soppressione della rivista l'11 marzo 1871.
Con la proclamazione della Comune, il 26 marzo s'insediò al Museo del Luxembourg come delegato alle Belle Arti, ma in aprile l'incarico fu attribuito dal Consiglio della Comune al pittore Courbet e Pilotell fu nominato commissario di polizia e in quanto tale procedette all'arresto di Gustave Chaudey, accusato di aver ordinato di sparare sulla folla il precedente 22 gennaio. Il 23 aprile il generale Cluseret ottenne la revoca del suo incarico.
Dopo la Settimana di sangue si rifugiò a Ginevra, mentre la corte marziale di Versailles lo condannava a morte in contumacia. Espulso dalla Svizzera nel luglio del 1873, si stabilì a Londra, dove lavorò come disegnatore in riviste di moda e pubblicò nel 1879 la serie di caricature Avant, pendant et après la Commune (Prima, durante e dopo la Comune). Pilotell morì a Londra nel 1918.